# James L. Brooks
James L. Brooks, (født 9. maj 1940 i North Bergen Township, New Jersey, USA) er en amerikansk filmproducer, manuskriptforfatter og filminstruktør. Han er mest kendt for serier som The Mary Tyler Moore Show, The Simpsons, Rhoda, Taxi og The Tracey Ullman Show.

## Biografi
James L. Brooks voksede op i en jødisk familie i Brooklyn i New York. Hans karriere startede som manuskriptforfatter i CBS News i perioden fra 1964 til 1966. Resultatet af perioden i ABS blev serierne Room 222 og The Mary Tyler Moore Show. Sidstnævnte blev hurtigt en sucsess og hans karriere var i gang.
Brooks startede sit eget film- og TV-selskab, der producerede serier som The Tracey Ullman Show og senere The Simpsons. Selskabet hedder Gracie Films. I en af serierne, The Critic, er Nancy Cartwright (stemmen til Bart Simpson) med som en af stemmerne. Han vandt i 1983 en Oscar for bedste instruktion med filmen Terms of Endearment.
I 1996 støttede han filminstruktøren Wes Anderson med et budget til hans spillefilmsdebut Bottle Rocket, med brødrerne Luke og Owen Wilson i hovedrollerne. 
Brooks er en af de få mennesker, det bliver takket i rulleteksterne på komediefilmen Borat: Cultural Learnings of America for Make Benefit Glorious Nation of Kazakhstan fra 2006.

## Privatliv
Brooks har doneret mere end $175,000 til Demokratiske partikandidater.

## Udvalgt filmografi
- My Three Sons (1960)
- The Andy Griffith Show (1960)
- My Mother The Car (1965) (forfatter)
- Mary Tyler Moore (1970) (producer)
- Rhoda (1974) (producer)
- Thursday's Game (1974) (forfatter-producer)
- Taxi (1978) (producer)
- Terms of Endearment (1983) (instruktør)
- The Tracey Ullman Show (1987) (producer)
- Broadcast News (1987) (instruktør)
- Big (1988) (producer)
- Say Anything... (1989) (producer)
- The Simpsons (1989-present) (producent)
- "I'll Do Anything" (1994) (instruktør)
- The Critic (1994) (producent)
- Bottle Rocket (1996) (producer)
- Jerry Maguire (1996) (producer)
- As Good as It Gets (1997) (instruktør)
- Spanglish (2004) (instruktør)
- The Simpsons Movie (2007) (producer) (manuskript)